# 생방송 광화문의 아침
《생방송 광화문의 아침》은 일상을 살아가는 데 꼭 필요하고 하루를 생활하면서 많은 사람의 대화 주제가 될 교양정보를 종합적으로 정리해서 교양의 제작기법을 가미와 시청자들에게 흥미롭게 전해주는 프로그램이다.

## 출연자

### 현 진행
- 이창섭
- 이하정

### 전 진행
- 윤영미 (~ 2015.9.4)

#### 오늘의 주요뉴스
- 최윤정 ( ~ 2016.1.8)

## 방송 시간
- 2015년 6월 8일  ~ 7월 3일 : 매주 월요일 ~ 금요일 오전 7시 30분 ~ 8시 30분
- 2015년 7월 6일 ~ 9월 4일 : 매주 월요일 ~ 금요일 오전 6시 30분 ~ 8시
- 2015년 9월 20일 ~ 2016년 1월 8일 : 매주 월요일 ~ 금요일 오전 7시 ~ 8시 40분
- 2016년 1월 11일 ~ 6월 17일 : 매주 월요일 ~ 금요일 오전 7시 30분 ~ 8시 30분
- 2016년 6월 20일 ~ 현재 : 매주 월요일 ~ 금요일 오전 7시 40분 ~ 8시 40분

## 같이 보기
- KBS 1TV 인간극장 (경쟁 프로그램)
- KBS 1TV 아침마당 (경쟁 프로그램)
- KBS 2TV KBS 8 아침뉴스타임 (경쟁 프로그램)
- MBC 아침드라마 언제나 봄날 (경쟁 프로그램)
- SBS 모닝와이드 (경쟁 프로그램)
- MBN 굿모닝 MBN (경쟁 프로그램)